# Rokycany
Rokycany (del alemán: Rokitzan) es una ciudad bohemia situada a 17 km al este de Pilsen y a 45 km al oeste de Beroun.

## Historia
Los primeros documentos relatan la existencia de Rokycany data de 1110, haciendo de la ciudad una de las más antiguas de Bohemia.

## Honores
El asteroide (15925) Rokycany recibió su nombre por esta ciudad.

## Personalidades
- Jan Rokycana (Jan de Rokycany, 1396?-1471), teólogo husita
- Antonín Kraft (1749?-1820), violoncelista y compositor
- Rudolf Zamrzla (1869-1930), compositor
- Jiří Stříbrný (1880-1955), político
- Karel Cejp (1900-1979), botánico y micólogo
- Věra Bílá (*1954), cantante
- Jaroslav Špaček (*1974), jugador de hockey